# Deux par Deux
Deux par Deux est une marque canadienne de vêtements pour enfants et bébés, basée à Montréal. Depuis 1986, elle se distingue par ses créations originales conçues pour stimuler la créativité des enfants, en utilisant des matériaux de qualité supérieure. Chaque collection est imaginée et réalisée par une équipe passionnée dans leurs bureaux à Montréal. La marque s'engage à offrir des produits qui allient confort, style et conçus à partir de matières naturelles ou recyclées.
Deux par Deux reste fidèle à sa mission et à son ADN : offrir une expérience familiale tout en créant des vêtements de qualité supérieure à la fois intemporels et modernes, et au style international distinct.
Deux par Deux appartient à la société : Deux Par Deux  225, Chabanel Ouest, bureau 800 Montréal, QC H2N 2C9  Canada 

## Histoire
En 1986 Claude Diwan et Maurice Elmaleh créent la compagnie Deux par Deux à Montréal. La marque axe ses efforts sur l'originalité, et propose des styles d'influence européenne.
L'entreprise a reçu plusieurs années le prix "Earnie Award", ce qui l'a aidé à se faire connaître en Amérique du Nord, où elle réussit à se développer relativement bien.
Elle vend aujourd'hui ses produits un peu partout dans le monde, notamment sur les marchés scandinaves et russes, où les vêtements de neige se prêtent bien aux conditions climatiques.
1983 - Paris - Montreal : Une histoire de famille
La mode est une affaire de famille pour Claude Diwan, cofondatrice et créatrice principale, qui a suivi les traces de sa mère en créant Deux par Deux avec son mari Maurice Elmaleh. Ce qui a commencé en 1983 par l'importation de Paris des robes à smocks de sa mère pour les jeunes filles, est aujourd'hui une marque puissante aimée par un grand nombre de personnes dans le monde entier.
1986 - Deux par Deux : Une griffe québécoise
Dès sa création en 1986, Deux par Deux bouscule l’univers de lamode pour enfants. Avec ses collections stylées, ses coupes ultra soignées, ses couleurs vibrantes et ses motifs originaux Deux par Deux s’impose aussitôt sur la scène locale et internationale.
1987 - Montreal - New York : L’aventure américaine
New York étant à toute fin pratique une ville « voisine » de Montréal, Deux par Deux a eu le flair et le génie de ne pas attendre et de considérer le marché américain comme un marché local. Avec ses créations d’inspiration européenne, Deux par Deux connaît un succès immédiat et fait fureur dès sa première visite !
1989 - Au pays de l’hiver : Magie et féérie
Inspirée par de folles saisons de neige et des hivers québécois rigoureux, Deux par Deux se spécialise dans un créneau féérique et fertile : les habits de neige. Un succès tout aussi retantissant qu’instantané. Et une décision d’affaires qui lui permet également de voyager hors frontières, alors que les pays nordiques, notamment la Russie et l’Ukraine, craquent pour ses créations hivernales.
1992 - Les Griffes d’Or et la reconnaissance internationale
Au cours des trois dernières décennies, Deux par Deux a eu l’honneur de remporter une douzaine de prix de renommée mondiale. L’aventure a commencé en 1992, avec une première Griffe d’Or pour la meilleure collection de mode pour enfants. De nombreux prix ont suivi, dont les Earnie Awards pour meilleure collection pour filles et meilleure marque pour enfants.
2000+ - Signature unique : Moderne et intemporelle
Deux par Deux a accueilli le nouveau millénaire en réinventant les tendances issues des grandes capitales de la mode, pour ainsi concevoir la garde-robe dont rêvent les enfants. Chaque collection représente un petit voyage autour du monde, alors que nos créateurs renouvellent constamment leurs idées pour le plus grand plaisir des petits et grands.
2004 - Notre inspiration : les enfants; Notre terrain de jeux : le monde.
Cuba, Islande, Maroc, Mongolie, Pérou, Russie, etc. Tant de merveilleux pays que nous avons visités. Chaque voyage, chaque rencontre est pour nous une source extraordinaire d’inspiration qui nous permet d’apprécier toute la diversité et la richesse de leurs cultures. 
2014 - Révolution numérique : Nouvelle génération de clients
La révolution numérique bouleverse l’industrie de la mode. Deux par Deux lance ainsi sa toute première boutique en ligne afin d’accueillir une nouvelle génération de clients. Grâce aux dernières technologies de pointe, les jeunes parents et grands-parents branchés peuvent désormais faire leurs achats directement en ligne.
2016 - 30 ans de passion 30 ans de style
2016 fut une année toute spéciale pour Deux par Deux. La compagnie célébrait son 30e anniversaire. Afin de le souligner, Deux par Deux a organisé un défilé à son siège social à Montréal, réunissant son équipe de longue date, ses clients fidèles, ainsi que ses partenaires et propriétaires de boutiques.
Deux par Deux est toujours restée fidèle à sa mission et à son ADN : offrir une expérience familiale tout en créant des vêtements de qualité supérieure à la fois intemporels et modernes, et au style international distinct.

## Identité visuelle

Ancien logo de Deux par Deux

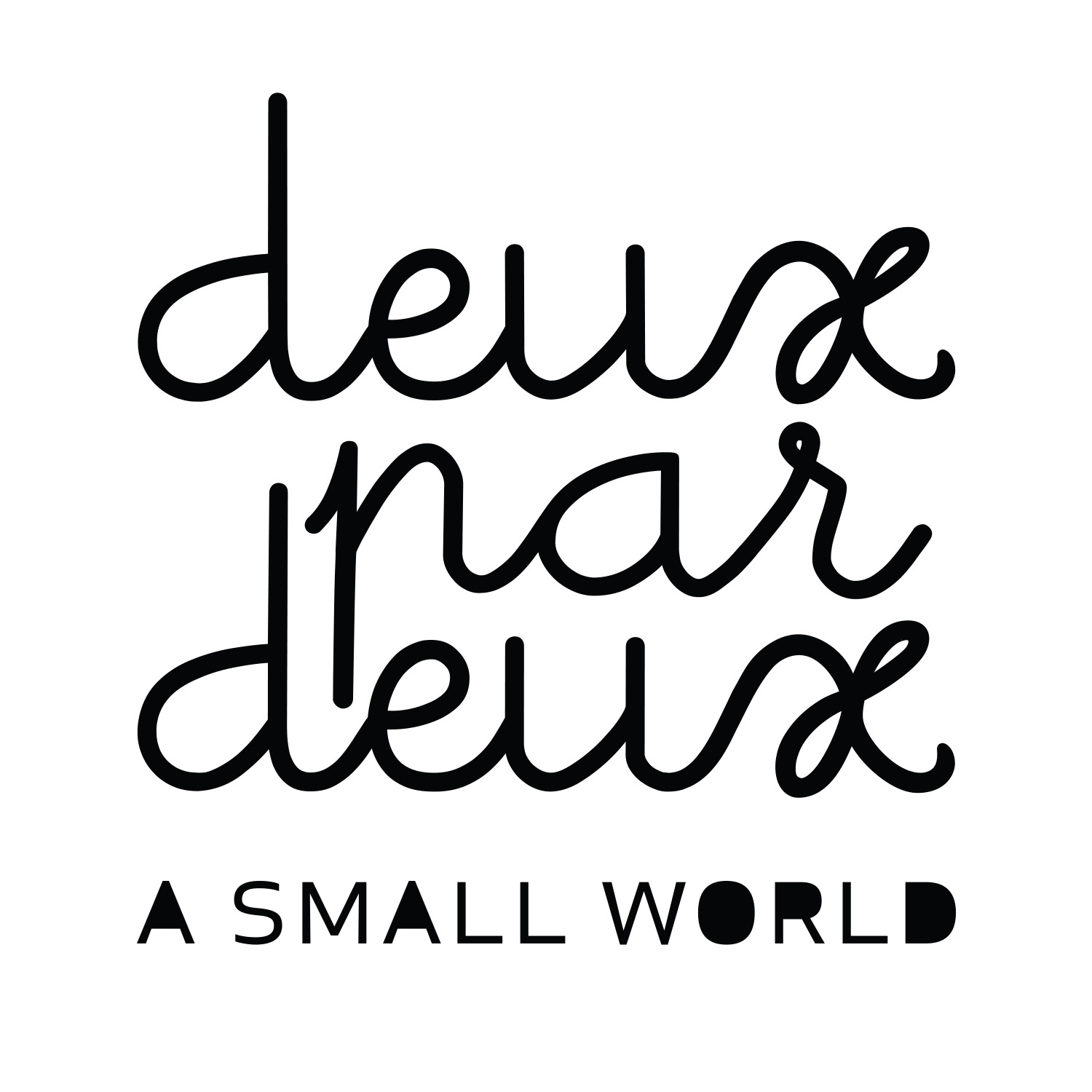
Logo actuel et slogan de Deux par Deux

## Faits et chiffres
- 1986 Création de la marque Deux par Deux par la compagnie Layette Minimome Inc.
- 1987 : Deux par Deux s'implante à New York
- 1992 : Obtient leur première Griffe d'Or pour la meilleure collection de mode pour enfants
- 2014 : Lance sa première boutique en ligne
- 2015 : Obtient un autre Earnie Awards pour meilleure collection pour filles

- Plus de 1000 points de vente en Amérique du Nord et dans le reste du monde